# Ichijō Fusamichi
Ichijō Fusamichi (一条 房通 1509 – 1556?) fue un kuge (cortesano) que actuó de regente a finales de la era Muromachi. Fue hijo del regente Ichijō Fusaie e hijo adoptivo de Ichijō Fuyuyoshi.
Ocupó la posición de kanpaku del Emperador Go-Nara entre 1545 y 1548.
Contrajo matrimonio con una hija de su padre adoptivo Fuyuyoshi, y tuvieron tres hijos: Ichijō Kanefuyu, Ichijō Uchimoto e Ichijō Kanesada.